# NGC 2775

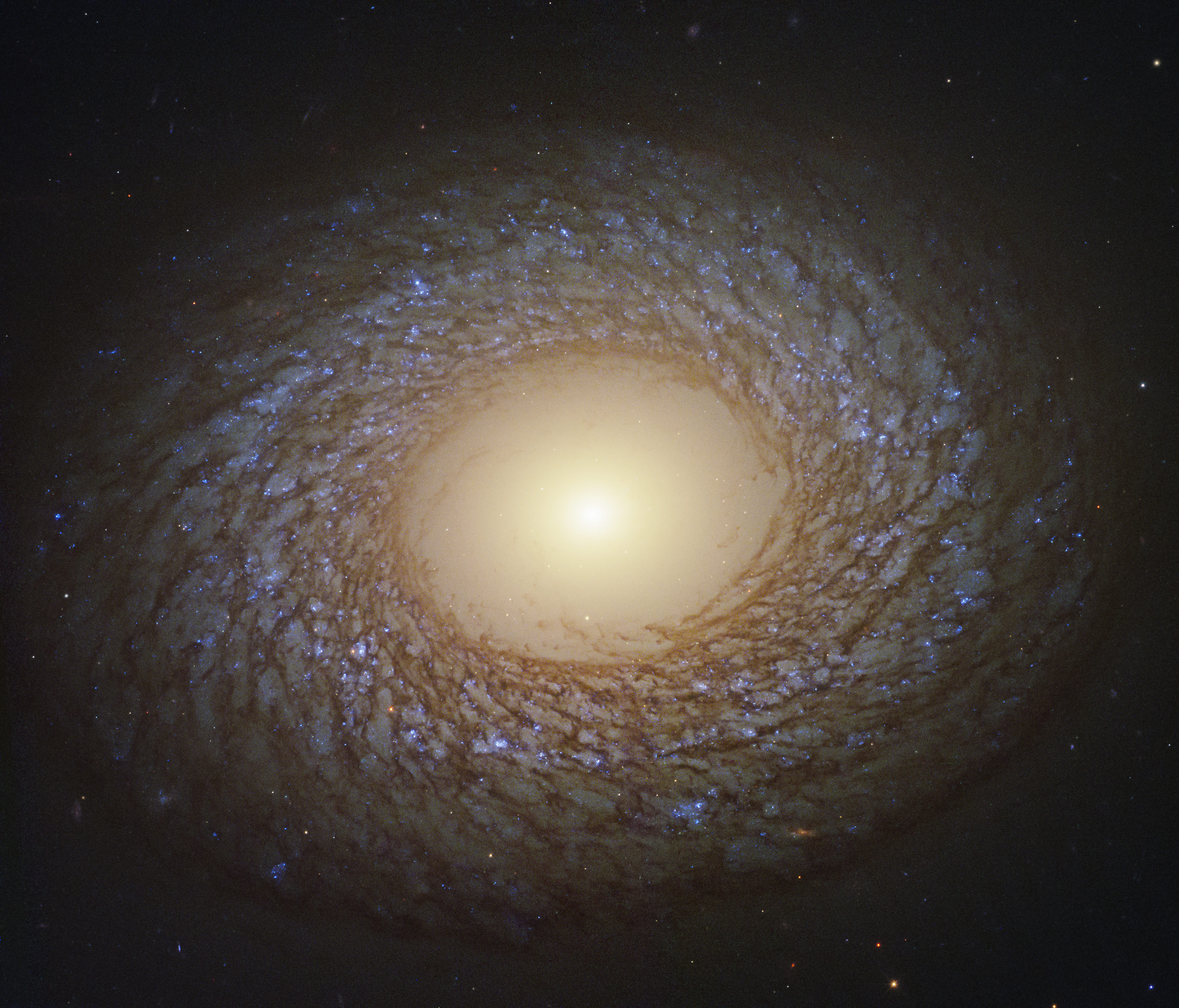
NGC 2775

NGC 5248 sau Caldwell 48 este o galaxie spirală din constelația Racul.